# A volte
A volte è un singolo del rapper italiano Il Tre, pubblicato il 15 settembre 2023 come terzo estratto dal secondo album in studio Invisibili.

## Descrizione
Il brano, scritto dallo stesso rapper, è prodotto da Bvrger, Francesco Catitti, in arte Katoo, è Matteo Novi, in arte Mr. Monkey.

## Video musicale
Il video musicale, diretto da Mattia Di Tella, è stato pubblicato in concomitanza all'uscita del brano attraverso il canale YouTube del rapper.

## Tracce
Testi di Guido Luigi Senia, musiche di Christian D'Errico, Francesco Catitti e Matteo Novi.
1. A volte – 2:43

## Formazione
- Il Tre – voce
- Bvrger – produzione
- Emyk – masterizzazione, missaggio
- Francesco "Katoo" Catitti – programmazione, produzione
- Matteo "Mr. Monkey" Novi – programmazione, produzione